# Уэмацу, Киёси
Киёси Уэмацу (исп. Kiyoshi Uematsu Treviño; род. 10 июля 1978, Сантурсе, Страна Басков) — испанский дзюдоист, чемпион и призёр чемпионатов Испании и Европы, призёр чемпионата мира, участник трёх Олимпиад.

## Биография
Выступал в лёгкой (до 73 кг) весовой категории. 7-кратный чемпион и 4-кратный бронзовый призёр чемпионатов Испании. Чемпион (2004 год) и серебряный призёр (2003 и 2008 годы) континентальных чемпионатов. В 2005 году в Каире стал бронзовым призёром чемпионата мира.
На летних Олимпийских играх 2000 года в Сиднее занял 9-е место. На следующей Олимпиаде в Афинах выбыл из борьбы на предварительной стадии. На Олимпиаде 2012 года в Лондоне Уэмацу стал 16-м.